# Drňa
Drňa – wieś (obec) na Słowacji położona w kraju bańskobystrzyckim, w powiecie Rymawska Sobota. Pierwsze wzmianki o miejscowości pochodzą z roku 1246. 
Według danych z dnia 31 grudnia 2012, wieś zamieszkiwało 216 osób, w tym 106 kobiet i 110 mężczyzn.
W 2001 roku rozkład populacji względem narodowości i przynależności etnicznej wyglądał następująco:
- Słowacy – 17,89%
- Czesi – 0,46%
- Romowie – 1,83%
- Węgrzy – 79,36%

Ze względu na wyznawaną religię struktura mieszkańców kształtowała się w 2001 roku następująco:
- Katolicy rzymscy – 50,46%
- Grekokatolicy – 0,46%
- Ewangelicy – 2,75%
- Ateiści – 13,76%
- Nie podano – 4,13%